# 拿破仑时代年表
拿破仑时代年表 (1799–1815)。拿破仑时代始于1799年的雾月政变，这次政变推翻了督政府并建立执政府，终结于1815年百日王朝期间滑铁卢战役的失败或几天后的二次退位。

## 拿破仑·波拿巴
拿破仑于公元1769年出生在科西嘉岛的阿雅克肖城，父亲给他取名「拿破仑」，意大利语的意思是「荒野雄狮」。科西嘉岛被卖给法国后，法王便承认拿破仑的父亲为法国贵族。在父亲的安排下，拿破仑九岁时就到法国布里埃纳军校接受教育。1784年，以优异成绩毕业后，被选送到巴黎军官学校。
拿破仑十六岁时父亲去世，他用一年的时间完成了军校规定的三年学业，通过毕业考试被授与少尉军衔。在随部队驻防各地期间，他阅读了许多启蒙思想家的著作，其中卢梭的思想对他的影响非常大。1789年，法国大革命爆发后，拿破仑回到科西嘉。当时科西嘉是三种势力——革命派、保皇派和独立派——的竞逐场，拿破仑加入了支持革命的雅各宾派，并在一个志愿军团中得到中校的地位，后因与科西嘉独立英雄巴斯夸·帕欧里起冲突，拿破仑全家被迫在1793年6月逃回法国本土。
在公元1793年12月，二十四岁的拿破仑带「革命政府」兵防卫土伦岸炮炮台，成功击败进攻法国以援助波旁王朝的英国舰队，于是他大受法国「革命政府」倚重。公元1794年，热月反动中拿破仑由于和罗伯斯比尔兄弟关系紧密而受到调查，后因拒绝到意大利军团的步兵部队服役而被免去准将军衔。公元1795年他受巴黎督政官巴拉斯之托成功平定保王党武装叛乱，一夜之间荣升为陆军中将兼巴黎卫戍司令，在军队和政界中崭露头角。
拿破仑是一名出色的军事家，对当时的军事知识深有研究，善于将各种军事策略运用在实战之中，尤其是主张将火炮集中使用，以及充分发挥骑兵的机动作用。公元1796年3月2日，二十六岁的拿破仑被任命为法国意大利方面军总司令，3月9日，与情人约瑟芬·德·博阿尔内结婚，之后便匆匆奔赴前线。正是在意大利拿破仑开始展现他非凡的军事才华。他所统率的意大利方面军连续不断的击败当时强大的奥地利与萨丁尼亚组成的第一次反法同盟联军，最后迫使对方签署了有利于法国的停战条约。同时，他还在北意大利废除了封建法律，并建立了类似于法国的共和体制。

## 早年
1769
- 8月15日：拿破仑·波拿巴生于科西嘉岛阿雅克肖城。

1785
- 10月28日：以炮兵少尉军衔从École Militaire毕业。
- 11月3日：驻扎在瓦朗斯。

1793
- 12月22日：拿破仑因在法国大革命战争土伦港之役中表现英勇而被提升为准将。

1794
- 8月9日-8月20日：拿破仑因被怀疑是雅各宾派以及支持罗伯斯庇尔而入狱。

1795
- 10月：拿破仑成功镇压保王党人的葡月十三政变。巴拉斯帮助拿破仑荣升陆军中将兼巴黎卫戍司令。
- 10月15日：在督政官巴拉斯的家中, 拿破仑遇到了约瑟芬·德·博阿尔内。
- 11月2日：督政府成立。

1796
- 3月2日：拿破仑被任命为意大利军团总司令。
- 3月11日：与奥地利开始意大利战役作战。
- 5月10日：取得洛迪战役的胜利。
- 11月17日：取得亞扣橋戰役（英语：Battle of the Bridge of Arcole）的胜利。

1797
- 1月14日：取得里沃利会战的胜利。
- 10月17日：和奧地利簽訂坎波-佛米歐和約。
- 12月5日：英雄般返回巴黎。

1798
- 5月19日：拿破仑带领3万8千人远征埃及。
- 7月21日：取得对马木留克的金字塔战役的胜利。
- 7月24日：開羅淪陷。
- 8月1日：英国皇家海军在霍雷肖·纳尔逊的指挥下，在尼罗河之役中摧毁了法国海军。拿破仑的军队被切断了供给与外界联络。

## 拿破仑时代
1799年
- 8月23日：得知法國陷入動盪的消息後，拿破崙放棄了埃及的指揮權並返回巴黎。
- 11月9日–10日：拿破崙在霧月政變中推翻了督政府。
- 12月12日：拿破崙被選為執政府的第一執政。

1800年
- 6月14日：馬倫戈戰役。

1801年
- 2月9日：在呂內維爾與奧地利簽訂了呂內維爾條約。
- 1801年教務專約。
- 7月8日：阿爾赫西拉斯灣海戰。
- 12月24日：拿破崙逃過一次暗殺行動。

1802年
- 3月25日：亞眠和約。
- 5月1日：拿破崙重建了法國的教育體系。
- 5月19日：設立法國榮譽軍團勳章。
- 8月2日：通過新的憲法，並公民投票確認拿破崙終生皆為第一執政。

1804年
- 3月21日：提出民法典。（也被稱為拿破崙法典）
- 5月：拿破崙藉由參議院稱帝。
- 12月2日：拿破崙在教皇的陪伴下，加冕自己為皇帝。

1805年
- 10月19日：烏爾姆戰役。
- 10月21日：特拉法加海戰。

納爾遜將軍戰死。
- 10月30日：卡爾迪耶羅戰役。
- 12月2日：奧斯特里茨戰役。

1806年
- 3月30日：拿破崙任命他的兄長約瑟夫·波拿巴為那不勒斯國王，並指定了其他家族成員到各個占領區。
- 7月12日：萊因邦聯成立，拿破崙成為該邦聯的保護者。起先只有16個成員，隨後有更多成員加入，包括薩克森王國和威斯特伐利亞王國。I
- 神聖羅馬帝國崩解。
- 9月15日：普魯士加入英國的反法聯盟。
- 10月14日:耶拿會戰。
- 11月21日：簽訂柏林詔令，並提出大陸系統的想法。

1807年
- 2月8日：埃勞戰役。
- 6月14日：弗里德蘭戰役。
- 6月25日：法俄簽訂提爾西特條約。
- 10月：拿破崙與西班牙透過密約瓜分葡萄牙。

1808年
- 3月17日：設立法蘭西帝國大學。
- 5月2日：西班牙人民起身反抗法國被稱為5月2日起義。
- 7月7日：在葡萄牙起義反抗大陸系統後，約瑟夫被加冕為西班牙國王。拿破崙派出五個軍團進攻葡萄牙，並削去西班牙王室的軍團。

半島戰爭
1809年
- 4月19日：雷茲因戰役。
- 5月22日：阿斯佩恩-艾斯林戰役。
- 7月5日–6日：華格姆戰役 - 拿破崙獲勝，奧地利割讓領土並加入大陸系統。
- 10月14日：簽訂申布倫條約。

1811年
- 3月20日：拿破崙兒子出生，被封為「羅馬王」。

1812年
- 8月4日–6日：斯摩棱斯克戰役。
- 9月1日：俄羅斯撤離莫斯科。
- 9月7日：博羅金諾戰役。
- 9月14日：拿破崙抵達莫斯科，發現居民放棄該城並點燃之；在嚴寒的冬季中撤退時損失了大量軍隊。
- 10月19日：開始大撤退。
- 10月24日：小雅羅斯拉夫韋茨戰役。
- 11月：橫渡別列津納河。
- 12月：法國大軍團被逐出俄羅斯。

1813年
- 4月2日: 呂訥堡戰役
- 5月2日: 呂岑會戰
- 5月20日–21日: 包岑會戰
- 6月4日–26日: Poischwitz停戰協定
- 6月21日: 維多利亞戰役
- 8月15日: 但澤圍城戰
- 8月23日: 葛羅比忍戰役
- 8月26日–27日: 德勒斯登戰役
- 8月26日: 卡茲巴赫戰役
- 8月27日: 黑格堡戰役
- 8月29日–30日: 庫爾姆戰役
- 9月6日: 丹尼威茲戰役
- 9月16日: 格德戰役
- 9月28日: 澳騰堡戰役
- 10月3日: 瓦騰堡戰役
- 10月14日: 利柏特沃克維茲戰役
- 10月16日–19日: 萊比錫戰役
- 10月30日–31日: 哈瑙戰役
- 12月7日: 波恩哈福德戰役
- 12月10日: 色赫斯德特戰役

## 流放
1821
- 5月5日:  拿破仑去世